# Gabinetto dell'Islanda

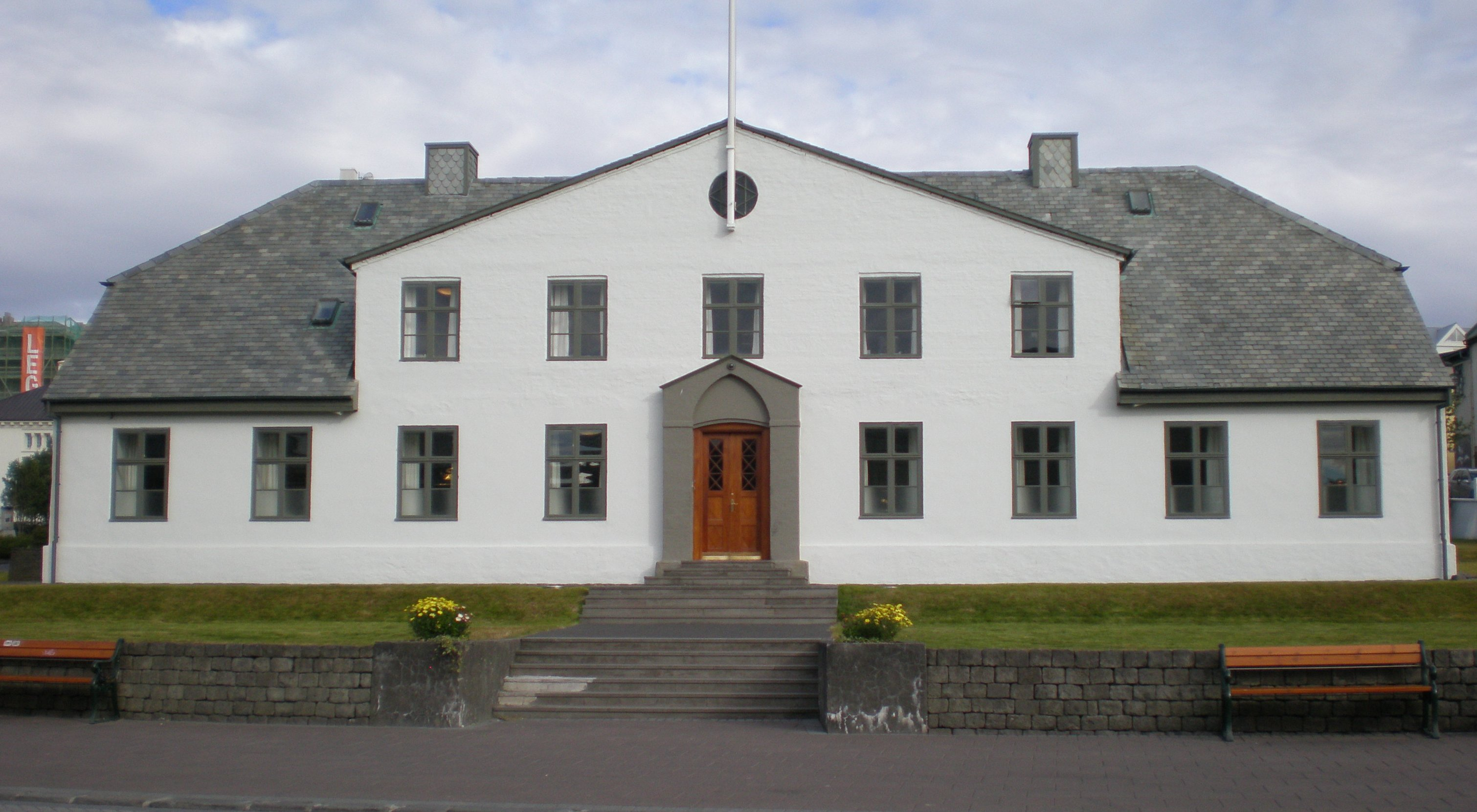
La sede degli uffici del Gabinetto e del Primo Ministro a Reykjavík.

Il Gabinetto dell'Islanda (in islandese: Stjórnarráð Íslands) è l'organo collettivo chi detiene il potere esecutivo nel governo islandese, composto dal Primo Ministro e dai ministri del gabinetto.

## Storia
Storicamente, si considera come data di istituzione del Gabinetto d'Islanda il 1º febbraio 1904, quando all'Islanda fu concessa una certa autonomia rispetto al governo danese. Hannes Hafstein divenne il primo islandese a ricoprire la carica di ministro per l'Islanda nel governo della Danimarca. Una modifica alla Costituzione, approvata il 3 ottobre 1903, aveva stabilito che il ministro per l'Islanda doveva essere residente a Reykjavík ed essere in grado di leggere e scrivere in islandese. Il ministro per l'Islanda apparteneva quindi sia al gabinetto danese che a quello islandese, appena costituito, ma rispondeva solo al parlamento islandese.
La carica di ministro per l'Islanda cessò di esistere il 30 novembre 1918 in seguito alla firma dell'atto di unione danese-islandese, stipulato il 1º dicembre 1918 da Danimarca e Islanda. L'accordo rese l'Islanda uno stato sovrano e determinò quindi la creazione del Regno d'Islanda, parte di un'unione personale nella quale il re danese era capo di stato di entrambi i regni. Il ministro per l'Islanda in carica al momento della firma dell'accordo, Jón Magnússon, divenne il primo Primo ministro dell'Islanda.